# Mikser kuchenny

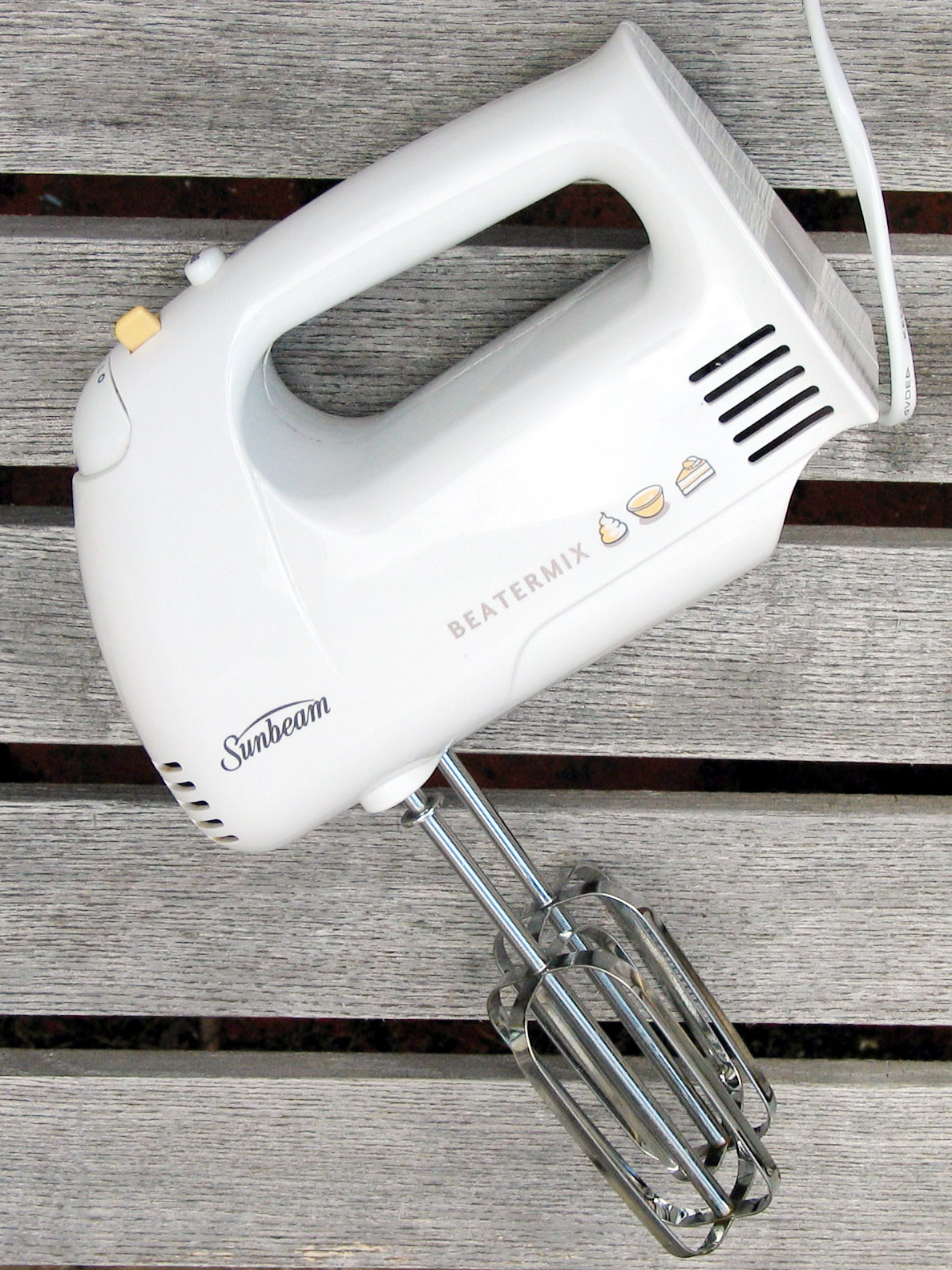
Elektryczny mikser ręczny

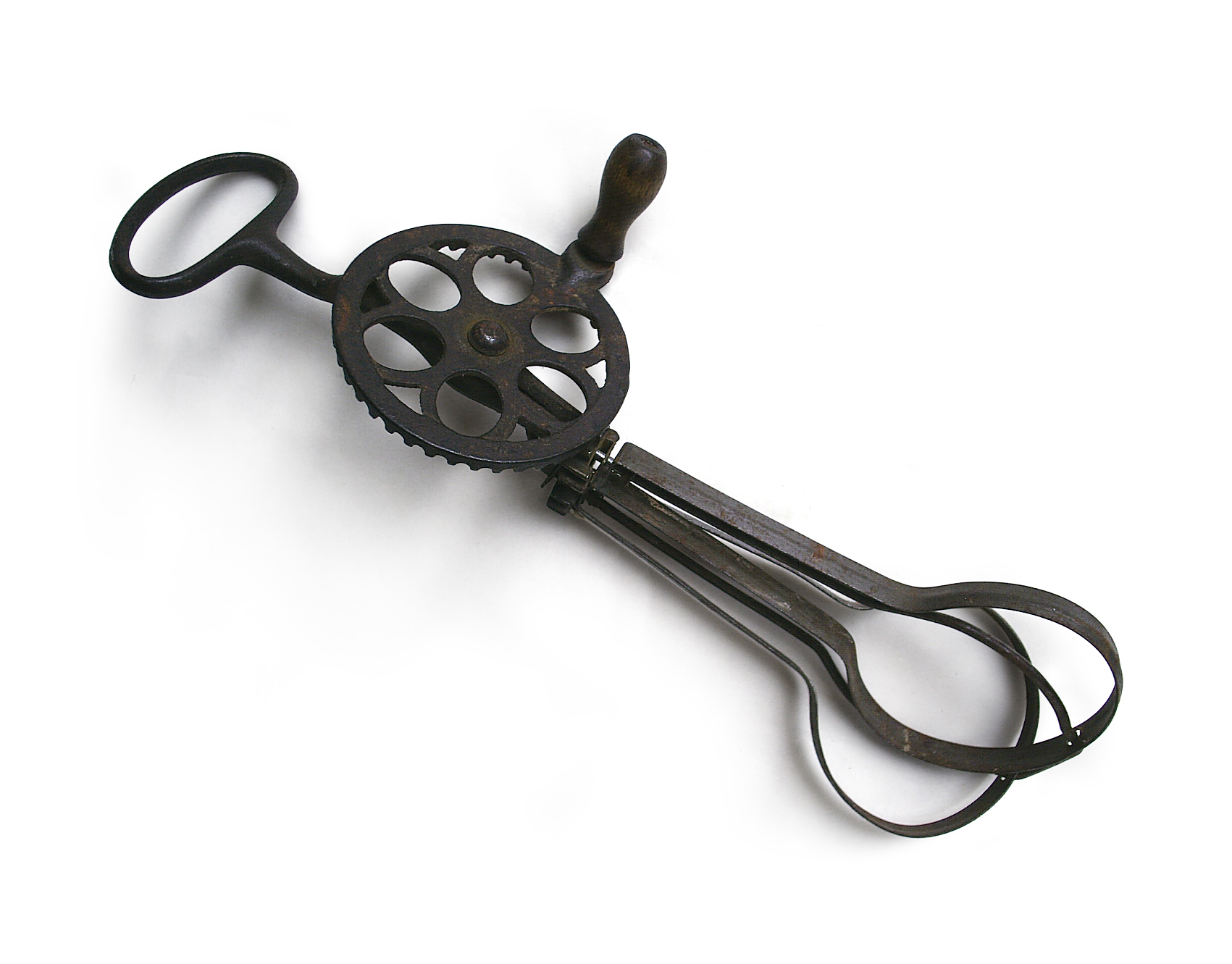
Metalowy mikser napędzany ręcznie

Mikser kuchenny – urządzenie służące do rozcierania, urabiania, ubijania ciast lub innych produktów spożywczych. Urządzenie jest napędzane silnikiem komutatorowym (o mocy zazwyczaj od 250 do 500 watów) i ma od trzech do ośmiu prędkości. Na osi wirnika są umieszczone kółka zębate napędzające mieszaki (rapki).
Miksery elektryczne występują zwykle w dwóch odmianach: ręcznej i stojącej (mikser planetarny). Odmiana ręczna składa się z uchwytu przytwierdzonego do obudowy zawierającej silnik, który napędza zwykle dwa mieszaki wirujące w przeciwnych kierunkach. Miksowana substancja może się znajdować w dowolnym naczyniu na tyle głębokim, aby nie dopuścić do jej rozchlapywania. Mikser stojący jest zwykle cięższy, posiada specjalne naczynie z możliwością przytwierdzenia go do podstawy, i zawiera silnik o wyższej mocy. Miksery ręczne używane są z reguły w kuchniach domowych, zaś miksery stojące są typowe dla kuchni profesjonalnych.
Mikser wykonany z metalu i napędzany ręcznie opatentował w 1870 Walter Scott (USA).